# Ghindăoani
Ghindăoani é uma comuna romena localizada no distrito de Neamţ, na região de Moldávia. A comuna possui uma área de 24.26 km² e sua população era de 2183 habitantes segundo o censo de 2007.